# Holla Corona
Holla Corona est une corona, formation géologique en forme de couronne, située sur la planète Vénus par -13° S et 237,7° E. Elle est localisée dans le quadrangle de Taussig. Elle a été nommée en référence à Holla, déesse germanique de la Terre, de la nature, et des affaires du foyer. 

## Géographie et géologie
Holla Corona couvre une surface circulaire d'environ 180 km de diamètre. 